# Vladimir Nikolaevič Lamsdorf
Vladimir Nikolaevič Lamsdorf, in russo Влади́мир Никола́евич Ла́мсдорф?, o Lamsdorff o (come in origine) Lambsdorf o anche Lambsdorff (San Pietroburgo, 6 gennaio 1845 – Sanremo, 19 marzo 1907), è stato un politico e diplomatico russo.
Conte, ministro degli Esteri della Russia dal 1900 al 1906. Cauto e conservatore, concluse diversi accordi con l'Austria per mantenere lo status quo in Europa orientale e si oppose inutilmente al volere dello zar Nicola II di entrare in guerra con il Giappone nel 1904 (guerra russo-giapponese).
Nel 1905 convinse Nicola II a rinunciare al Trattato di Björkö che, firmato con Guglielmo II di Germania, avrebbe messo in pericolo l'alleanza franco-russa.

## Gli inizi
Come tanti altri diplomatici russi, Lamsdorf studiò al Liceo Alessandro di San Pietroburgo. Al congresso di Berlino del 1878 fu al seguito del ministro degli Esteri Aleksandr Michajlovič Gorčakov. Nel 1884 da giovane diplomatico partecipò al convegno di Skierniewice, per il rinnovo dell'Alleanza dei tre imperatori, a cui parteciparono il cancelliere tedesco Otto von Bismarck, il ministro degli Esteri austriaco Gustav Kálnoky e il ministro degli Esteri russo Nikolaj Karlovič Girs.
Di quest'ultimo fu il più intimo confidente. Egli fu infatti il primo funzionario, e uno dei pochi, ad essere informato del Trattato di controassicurazione del 1887 fra Russia e Germania. D'altro canto Girs si servì della sua collaborazione per la stesura delle bozze dell'accordo.
Tale vicinanza con il ministro degli Esteri incoraggiò Lamsdorf ad intraprendere alcune iniziative. Non più tardi del 1891 egli sostenne che la Russia avrebbe potuto presentare una proposta per il disarmo generale in Europa e, divenuto direttore della cancelleria del ministero degli Esteri, nel 1892 osservò che la grave carestia di quegli anni aveva svelato la debolezza russa al mondo. L'inadeguatezza dei suoi trasporti aveva infatti reso note ai suoi potenziali nemici le difficoltà che avrebbe avuto al momento di un'eventuale mobilitazione dell'esercito
A Girs seguì agli affari Esteri Michail Nikolaevič Murav'ëv che nell'estate del 1900 morì improvvisamente. Gli succedette l'8 agosto, il suo collaboratore: conte Lamsdorf.

## Ministro degli Esteri (1900-1906)

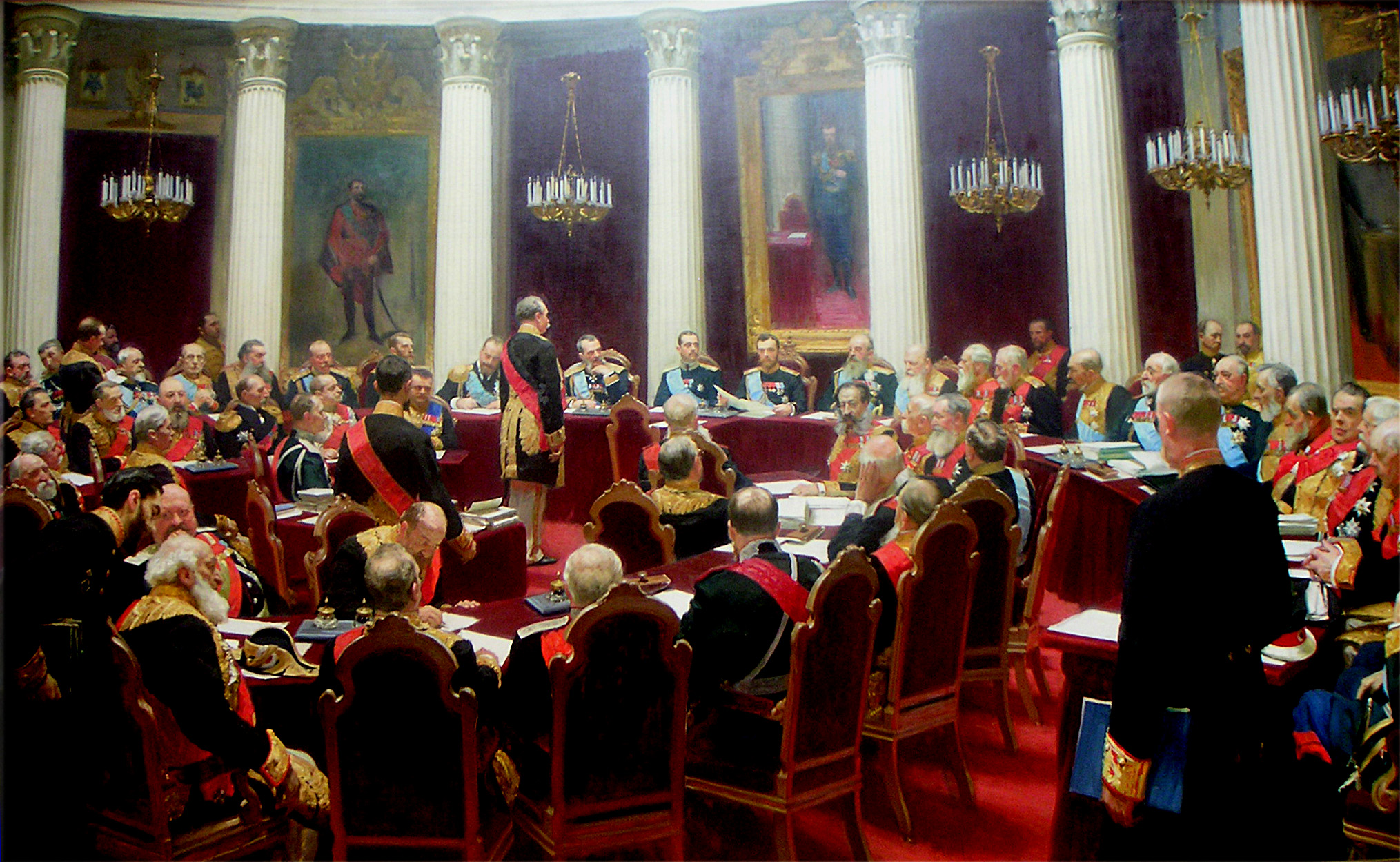
La sessione formale del Consiglio di Stato russo del 7 maggio 1901. Al centro, sotto il suo ritratto, è lo zar Nicola II. Lamsdorf è a sinistra in secondo piano fra la seconda colonna e il personaggio dell'altro quadro, girato a sinistra, il secondo dall'alto.

L'allora ministro degli Esteri tedesco Bernhard von Bülow nelle sue memorie ricorda che «Quando entrò in carica, Lambsdorff era politicamente molto ben disposto verso di noi. Era prudente, discreto, rigido monarchico, amante della pace. Non aveva che un difetto: era una natura sensitiva, suscettibile, non privo di vanità».

### Le trattative con il Giappone per la Corea
L'inizio del XX secolo vedeva la Russia impegnata politicamente su due fronti: quello dell'Asia centrale contro l'Impero britannico (il Grande gioco) e quello dell'Asia orientale (per i diritti commerciali in Cina). Su quest'ultimo scacchiere al Giappone premeva di salvaguardare l'indipendenza della Corea da eventuali mire della Russia. Dalla Corea, infatti, dipendeva la sicurezza delle sue coste. Per cui, nel novembre del 1901, l'ex Primo ministro giapponese Hirobumi Ito arrivò a San Pietroburgo per negoziare un accordo.
I russi, però, erano divisi: Lamsdorf insistette sul fatto che, in cambio di una concessione sulla Corea, i giapponesi dovevano impegnarsi ad appoggiare i piani russi in Cina; gli ambienti militari proposero invece che ogni azione giapponese in Corea avrebbe dovuto ottenere l'autorizzazione della Russia; e l'influente Sergej Jul'evič Vitte chiese mano libera ai giapponesi in Corea, sicuro che ciò li avrebbe economicamente rovinati. Il governo di Tokyo si fece poche illusioni e scelse l'alternativa di un accordo con la Gran Bretagna che portò all'alleanza anglo-giapponese del 30 gennaio 1902.
Un ulteriore elemento che portò alla decisione del Giappone di allearsi con la Gran Bretagna fu la rivelazione da parte di cinesi che i russi non avevano ottenuto concessioni nei loro territori. Il risultato infruttuoso delle trattative, che intaccò il prestigio della Russia in Asia, fu causato da Vitte, Lamsdorf e dal ministro della Guerra Aleksej Nikolaevič Kuropatkin

### Il protettorato franco-russo sulla Cina
L'accordo anglo-giapponese segnò la fine del monopolio della Russia in Estremo Oriente. I russi cercarono di reagire e proposero una “lega continentale” fra Germania, Francia e Russia. L'idea di Lamsdorf era quella di proclamare con una dichiarazione comune delle tre potenze l'integrità della Cina, sulla quale, in realtà, l'accordo avrebbe affermato un protettorato. Ciò avrebbe consentito la costituzione di una specie di triplice alleanza contro Gran Bretagna e Giappone: Francia e Germania avrebbero tenuto a bada la flotta inglese, mentre la Russia avrebbe avuto mano libera sul continente asiatico.
La Germania respinse immediatamente la proposta di Lamsdorf con la motivazione che non poteva aiutare la Russia fintanto che la Francia avesse ancora rivendicato l'Alsazia-Lorena (persa nella Guerra franco-prussiana del 1870-71). Né gli interessi tedeschi in Estremo Oriente erano tali da giustificare una guerra. La Francia, invece, dovette seguire una politica diversa: essa era già alleata della Russia (Alleanza franco-russa del 1894) e temeva costantemente un riavvicinamento fra le monarchie tanto simili di Berlino e San Pietroburgo.
Invano, Il ministro degli Esteri francese Théophile Delcassé cercò di eliminare alcune clausole che non gradiva nella proposta di Lamsdorf e il 20 marzo 1902 la dichiarazione franco-russa fu resa pubblica. Essa apparentemente accettava di buon grado l'accordo anglo-giapponese ma, in realtà, annunciava un protettorato franco-russo sulla Cina. La nuova esperienza di San Pietroburgo in Estremo Oriente si concluderà tuttavia drammaticamente di lì a pochi anni con la Guerra russo-giapponese del 1904-1905.

### Gli accordi con l'Austria-Ungheria

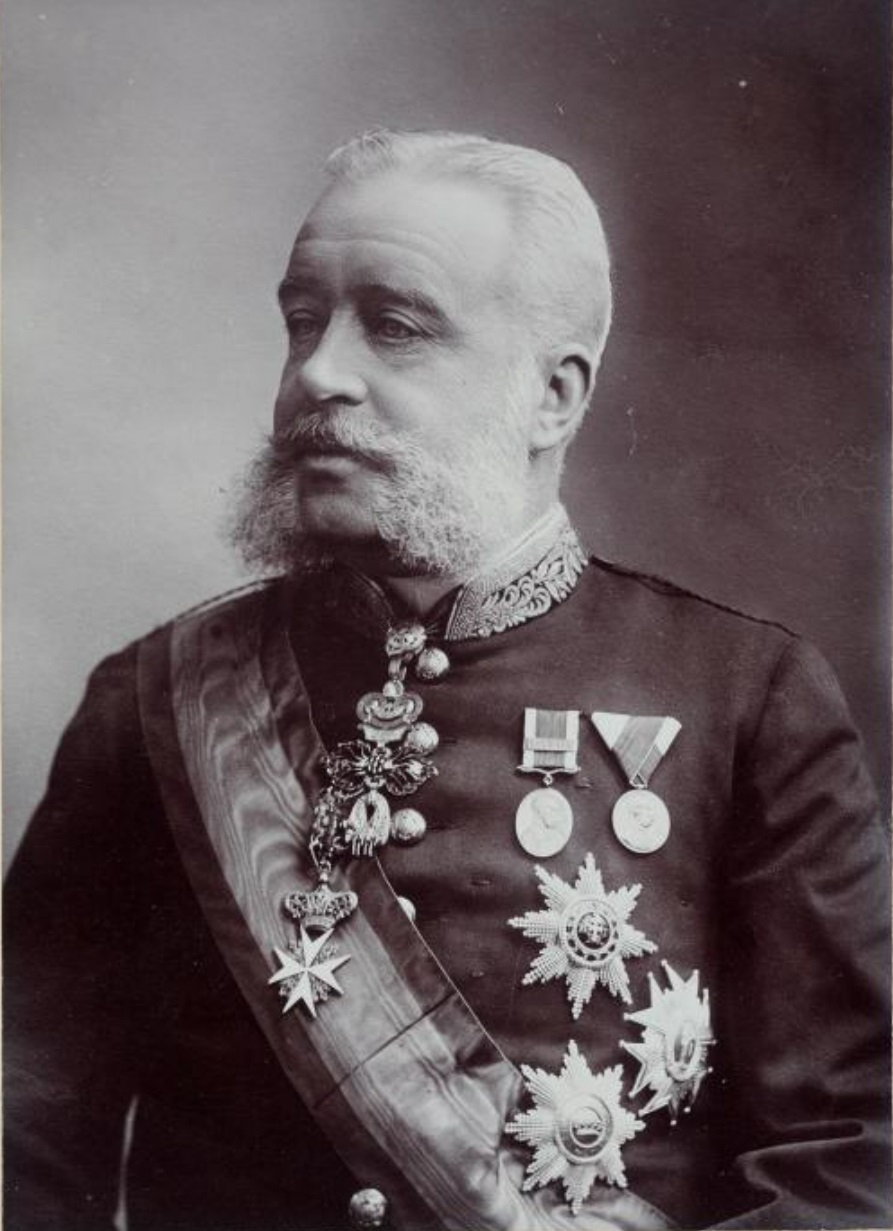
Agenor Maria Gołuchowski, il ministro degli Esteri austriaco con il quale Lamsdorf condivise la politica di mantenimento dello status quo nei Balcani.

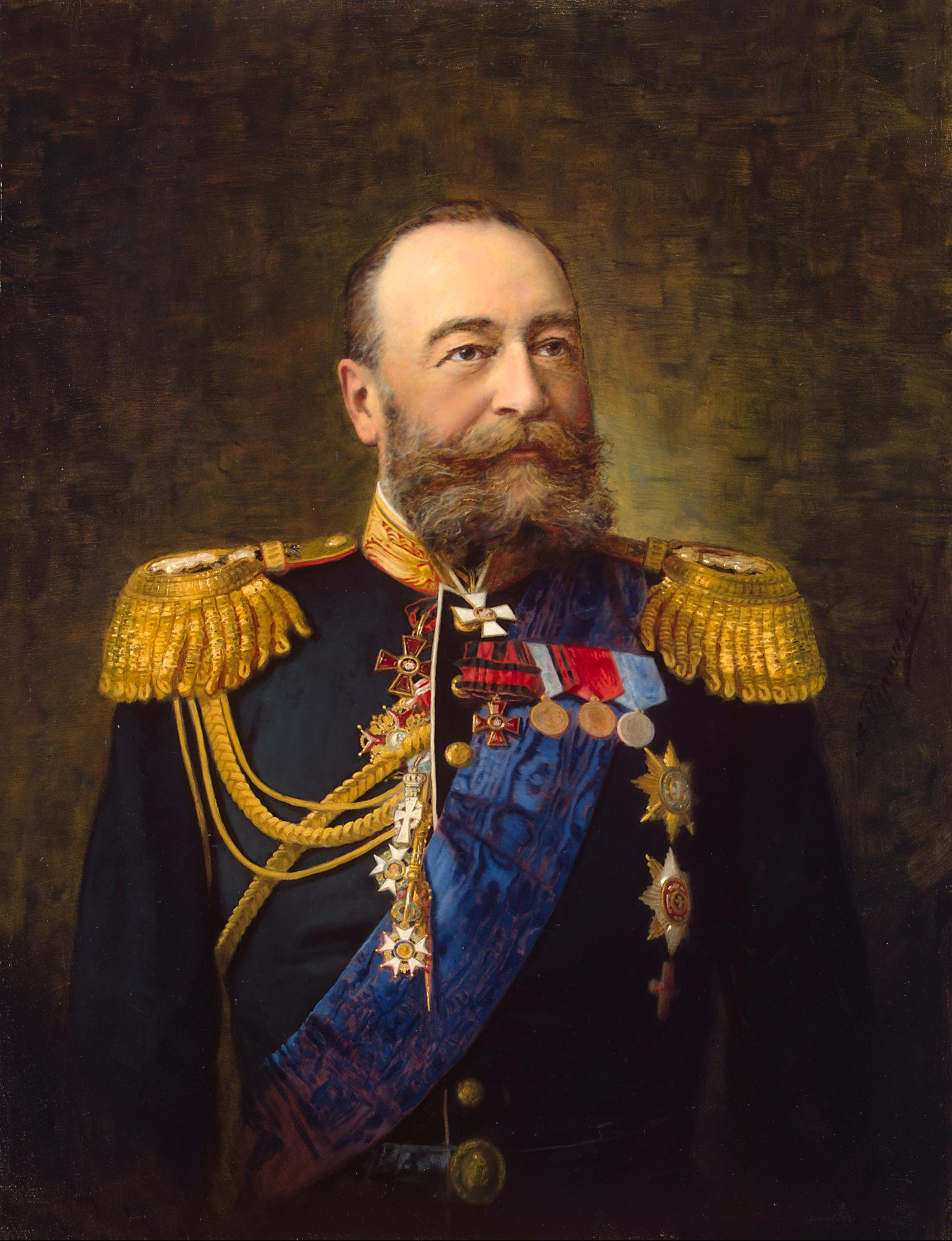
L'ammiraglio Evgénij Ivánovič Alekséev, l'uomo che Nicola II ritenne più adatto alle mire in Estremo oriente della Russia e che sostituì Lamsdorf in quello scacchiere.

In Europa intanto, incoraggiato dal principe di Bulgaria Ferdinando, andava acquistando d'ampiezza il movimento rivoluzionario anti-turco di Macedonia. Nel 1902 l'Austria temette che la Russia volesse approfittare dell'occasione per intervenire e propose a Lamsdorf un'intesa per mantenere lo status quo nei Balcani.
Lamsdorf, la cui politica era simile a quella del suo omologo austriaco Agenor Maria Gołuchowski, si incontrò con quest'ultimo a Vienna il 30 dicembre 1902 e accolse favorevolmente il progetto. L'accordo prevedeva la ferma richiesta al governo turco di misure amministrative a favore della Macedonia allo scopo di placare i disordini. Russia e Austria “raccomandarono” al sultano Abdul-Hamid II le misure amministrative e si incaricarono nello stesso tempo di controllarne l'esecuzione.
Germania, Francia e Gran Bretagna diedero la loro adesione al progetto il 17 febbraio 1903, l'Italia il giorno dopo. Il programma di riforme austro-russo fu presentato al governo turco il 21 febbraio e due giorni dopo il sultano Abdul-Hamid lo accettò. Ma, placata d'inverno, la rivolta macedone riprese in primavera estendendosi anche ad altri territori turchi.
Dopo la grave crisi internazionale che ne scaturì, per risolvere definitivamente la questione, Lamsdorf, Gołuchowski e i rispettivi sovrani (Nicola II e Francesco Giuseppe) si incontrarono il 4 ottobre 1903 a Mürzsteg, in Austria. In quella sede vennero disposti controlli più severi ai quali sottoporre la Turchia, che avrebbe dovuto anche concedere più libertà ai cristiani macedoni. Si imponeva, inoltre, di applicare le misure enunciate a febbraio, senza altro indugio. Il 24 novembre 1903 il governo turco accettò.
A completare questa serie di accordi con l'Austria, Lamsdorf, su proposta di Vienna, firmò il 15 ottobre 1904 a San Pietroburgo un'intesa fra le due potenze. L'accordo prevedeva la neutralità benevola delle firmatarie nel caso l'altra si fosse trovata da sola in guerra con una terza potenza. Quest'ultima sarebbe potuta essere l'Italia per l'Austria; la Gran Bretagna o il Giappone per la Russia.

### L'isolamento personale
Dopo la sconfitta diplomatica del 1902 che ebbe come conseguenza la firma dell'alleanza anglo-giapponese, i difensori di una linea morbida in Asia orientale vennero man mano emarginati. Fra loro, oltre a Vitte e Kuropatkin vi era Lamsdorf, sostenitore di una paziente diplomazia. Tuttavia essi vennero mantenuti ai loro posti ad eseguire scelte che non approvavano; né si dimisero in segno di protesta
Quando fu criticato per essere rimasto in carica, Lamsdorf rispose che in Russia un ministro non poteva dimettersi se non veniva licenziato. La sua funzione era di occuparsi di questioni internazionali e presentare le sue conclusioni allo Zar il quale avrebbe poi deciso sul da farsi, e le decisioni del sovrano erano vincolanti per il ministro degli Esteri
Con queste premesse, lo zar Nicola II nei primi anni del XX secolo fu incoraggiato ad intraprendere rischiose attività in Asia orientale che infastidirono il Giappone. I suoi consiglieri erano il kaiser Guglielmo II di Germania, il suo confidente e presidente della Banca russo-cinese Èsper Èsperovič Uchtomskij (1861-1921), speculatori facenti capo a Aleksandr Mihajlovič Bezobrazov (1855-1931) e alcuni ambienti della marina.
Nel mese di luglio del 1903 Lamsdorf supplicò lo Zar di non sostenere più l'avventura in Oriente e di accettare le ultime proposte giapponesi che giudicava concilianti. Dopo qualche giorno di esitazione, per escludere Lamsdorf e avere mano libera, Nicola II promulgò un ordine supremo, di cui Lamsdorf ebbe notizia solo dai giornali. Si trattava dell'istituzione di un viceregno ad est del lago Bajkal a cui fu messo a capo l'ammiraglio Evgénij Ivánovič Alekséev (1843-1917). Costui, a Chabarovsk, fu incaricato delle relazioni con la Cina, la Corea e il Giappone. La creazione un mese dopo del Comitato per l'Estremo Oriente a San Pietroburgo aumentò la confusione.

### La crisi e la guerra con il Giappone

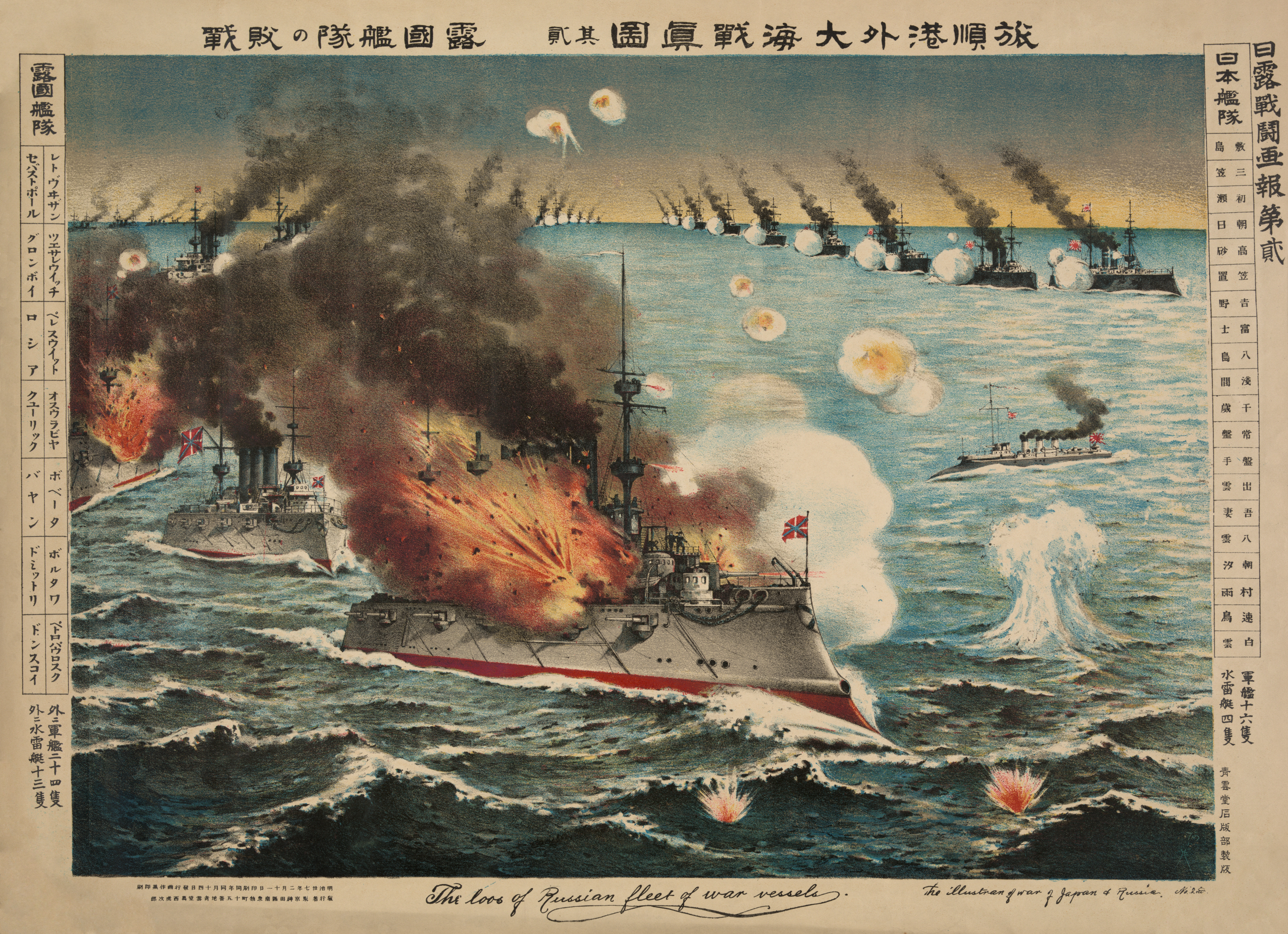
La Battaglia di Port Arthur aprì la guerra russo-giapponese che Lamsdorf, contro le provocazioni di Nicola II, tentò di scongiurare fino all'ultimo giorno.

L'isolamento politico non impedì a Lamsdorf di lottare per la pace. Il 28 gennaio 1904 fu indetto un consiglio dei ministri straordinario per discutere una risposta definitiva alle proposte del governo giapponese: Lamsdorf sostenne con energia che la controversia non toccava gli interessi vitali della Russia e che quindi non giustificava gli enormi rischi di una guerra. Tale eventuale conflitto, ribadì, non sarebbe stato compreso dal popolo russo e concluse che il governo doveva impegnarsi per trovare una soluzione pacifica alla crisi. Il consiglio dei ministri, con l'eccezione dell'ammiraglio Aleksej Michajlovič Abaza (1853-1915), votò a favore dell'opinione di Lamsdorf, ma tutto fu poi demandato al luogotenente dell'Estremo Oriente Alekséev che vanificò la decisione.
Nei giorni successivi, Lamsdorf si batté ancora per rispondere alle richieste giapponesi che il partito della guerra preferiva ignorare. All'inizio di febbraio supplicò il ministro degli Esteri francese Delcassé di intercedere presso il governo di Tokyo e chiedere ancora quattro o cinque giorni di attesa. Fu inutile: il 6 febbraio l'ambasciatore giapponese a San Pietroburgo comunicò a Lamsdorf la rottura delle trattative e l'imminente inizio delle ostilità che scoppiarono l'8 febbraio 1904 con l'attacco a Port Arthur e con una reciproca dichiarazione di guerra due giorni dopo. Era iniziato il conflitto russo-giapponese.
Nonostante fosse messo da parte, Lamsdorf si occupò del grave incidente in cui fu coinvolta la flotta russa durante la guerra, nel quale furono affondate per errore dei pescherecci inglesi (incidente del Dogger Bank). Alla fine di novembre del 1904 firmò con l'ambasciatore inglese una dichiarazione che rinviava la questione ad una commissione internazionale. Successivamente (agosto 1905) al termine della guerra che vide la Russia gravemente sconfitta, si batté affinché il suo Paese non subisse indennità da pagare o cessioni di territorio. Su quest'ultimo punto fu battuto dalla ragione dei vincitori e dalle pesanti clausole del Trattato di Portsmouth.

### I rapporti con la Francia
Lamsdorf intrattenne sempre ottimi rapporti con l'alleata della Russia, la Francia. Durante la fase più difficile della Crisi di Tangeri, che vedeva contrapposte Parigi e Berlino sulla questione dell'indipendenza del Marocco, Lamsdorf intorno al 25 giugno 1905 diede disposizioni al suo ambasciatore a Berlino di comunicare alla Germania che la Russia, benché indebolita, non si disinteressava alla controversia franco-tedesca. La crisi infatti metteva in questione l'equilibrio e la pace in Europa e la Russia si considerava direttamente interessata.

### Contro l'accordo di Björkö
Verso la fine della guerra russo-giapponese, dopo la grave sconfitta russa nella battaglia navale di Tsushima, il 24 luglio 1905, Nicola II si incontrò con Guglielmo II di Germania a Björkö, nel Golfo di Finlandia. In quella occasione i due imperatori, all'insaputa dei rispettivi governi, firmarono un trattato di alleanza difensiva.

Pochi gironi dopo, ritornato alla residenza di Carskoe Selo, Nicola II comunicò il trattato a Lamsdorf, che ne rimase molto sorpreso. Tale accordo contrastava palesemente con quello dell'alleanza franco-russa in vigore. Il ministro fece capire all'Imperatore l'enormità dell'errore commesso: 
(Paléologue, Una svolta decisiva nella politica mondiale, Milano, 1934, p. 373)
Allora lo zar si vide nella necessità di rinnegare la propria firma e di far dichiarare a Guglielmo II che il suo governo non avrebbe ratificato l'accordo di Björkö, per il fatto che l'adesione al trattato della Francia era riconosciuta come irrealizzabile.

## Gli ultimi tempi
Lamsdorf, dimessosi per la sua salute cagionevole nel 1906, trascorse gli ultimi tempi in Italia, a Sanremo, dove morì il 19 marzo 1907, a 62 anni. L'aveva sostituito nella carica di ministro degli Esteri Aleksandr Petrovič Izvol'skij.